# Gianluca Grecchi
Gianluca Grecchi (Milano, 30 gennaio 1997) è un attore italiano, attivo tra il 2002 e il 2011 come attore bambino in numerose produzioni teatrali, cinematografiche e televisive.

## Biografia
Nato a Milano il 30 gennaio 1997, debutta nel 2002 nella soap opera Vivere, dove interpreta, per una ventina di puntate, il ruolo di Mauro Sanni. Il 14 marzo 2003 debutta in teatro nel musical Pinocchio, nel ruolo di Pinocchio bambino, diretto da Saverio Marconi, con Manuel Frattini.
Nel 2004 gira le miniserie televisive in due puntate, entrambe trasmesse nel 2005 da Rai Uno, Il cuore nel pozzo, regia di Alberto Negrin, con Leo Gullotta e Beppe Fiorello, in cui interpreta il ruolo di Carlo, e La caccia, regia di Massimo Spano, con Alessio Boni e Claudio Amendola.
Nel 2005 interpreta il ruolo di Lorenzo nel film televisivo Il mio amico Babbo Natale, diretto da Franco Amurri e trasmesso da Canale 5, con Lino Banfi e Gerry Scotti; inoltre partecipa alla sitcom Love Bugs, regia di Marco Limberti. Nel febbraio del 2006 appare su Rai Uno nel film TV Fratelli, diretto nel 2005 da Angelo Longoni, con Elena Sofia Ricci.
Ancora per Rai Uno gira la serie televisiva in 13 puntate, Raccontami (2006), in cui interpreta il ruolo di Carlo Ferrucci, figlio dei protagonisti, interpretati da Massimo Ghini e Lunetta Savino, e partecipa anche alla seconda serie nel 2008. Nell'estate del 2006 gira, per la televisione svizzera italiana (TSI), il film TV Marameo (2008), regia di Rolando Colla, e nell'autunno dello stesso anno Due imbroglioni e... mezzo!, regia di Franco Amurri, con Sabrina Ferilli e Claudio Bisio, film TV trasmesso il 10 aprile 2007 su Canale 5, in cui è protagonista nel ruolo di Nino.
Tra il 2006 e il 2008 partecipa alla tournée italiana del musical, con Manuel Frattini, Peter Pan, nel ruolo di Michael Darling. Nel 2007 appare con un piccolo ruolo in Notte prima degli esami oggi, regia di Fausto Brizzi, ed è protagonista del cortometraggio Einspruch V, regia di Rolando Colla, presentato in anteprima nell'agosto dello stesso anno al Locarno Film Festival. Nello stesso anno appare anche su Rai 2 nella miniserie TV Il capitano 2, regia di Vittorio Sindoni, dove interpreta il ruolo di Riccardo Serafino, e su Rai Uno con il film TV diretto da Tiziana Aristarco, Tutti i rumori del mondo, con Elena Sofia Ricci.
Nel 2008 appare sul piccolo schermo nella miniserie TV Io non dimentico, diretta da Luciano Odorisio, nel film TV Io ti assolvo, regia di Monica Vullo, in un episodio di Don Matteo 6 e nella seconda stagione di Raccontami. Inoltre è anche protagonista di una puntata della serie televisiva Terapia d'urgenza.
Nel 2009 è nel cast del film Ex, regia di Fausto Brizzi. Nel 2010 torna a recitare in teatro con la commedia Un sogno di famiglia, nel ruolo di Jejo, regia di Enrico Montesano. Nello stesso anno appare nuovamente su Canale 5, interpretando il ruolo di Nino nella miniserie in quattro puntate, Due imbroglioni e... mezzo!, regia di Franco Amurri. Sempre nel 2010 gira una puntata della miniserie di Rai Uno, La ladra, regia di Francesco Vicario, con Veronica Pivetti.
Nel 2011 collabora alla realizzazione del cortometraggio di Maurizio Rigatti dal titolo L'agnellino con le trecce, in un progetto ampio di sensibilizzazione indetto dall'Associazione Sclerosi Tuberosa. Inoltre è presente in due episodi della miniserie Al di là del lago, regia di Stefano Reali e in tale anno si è ritirato dalle scene.

## Filmografia

### Cinema
- Notte prima degli esami - Oggi, regia di Fausto Brizzi (2007)
- Figli delle stelle (Per coperta il cielo), regia di Gianni Patricola (2007)
- Ex, regia di Fausto Brizzi (2009)

### Televisione
- Vivere, registi vari – soap opera (2002)
- Le cinque giornate di Milano, regia di Carlo Lizzani – miniserie TV (2004)
- La caccia, regia di Massimo Spano – miniserie TV (2005)
- Il cuore nel pozzo, regia di Alberto Negrin – miniserie TV (2005)
- Love Bugs, regia di Marco Limberti – sitcom (2004)
- Il mio amico Babbo Natale, regia di Franco Amurri – film TV (2005)
- Fratelli, regia di Angelo Longoni – film TV (2006)
- Raccontami – serie TV (2006)
- Due imbroglioni e... mezzo!, regia di Franco Amurri – film TV (2007)
- Il capitano – serie TV, episodi 2x05-2x06 (2007)
- Tutti i rumori del mondo, regia di Tiziana Aristarco – film TV (2007)
- Io ti assolvo, regia di Monica Vullo – film TV (2008)
- Don Matteo – serie TV, episodio 6x06 (2008)
- Io non dimentico regia di Luciano Odorisio – miniserie TV (2008)
- Marameo, regia di Rolando Colla – film TV (2008)
- Terapia d'urgenza – serie TV (2008-2009)
- Raccontami 2 – serie TV (2008)
- Due imbroglioni e... mezzo! 2, regia di Franco Amurri – miniserie TV (2010)
- La ladra – serie TV (2010)
- Al di là del lago – serie TV, episodi 1x11-1x12 (2011)

## Teatro
- Pinocchio, regia di Saverio Marconi – musical (2003-2006)
- Peter Pan, regia di Maurizio Colombi – musical (2006-2007)
- Un sogno di famiglia, regia di Enrico Montesano (2010)